# Eparchie Puthur
Die Eparchie Puthur (lat.: Eparchia Puthurensis) ist eine in Indien gelegene Eparchie der syro-malankarischen Kirche mit Sitz in Puttur, Karnataka.

## Geschichte
Die Eparchie wurde am 25. Januar 2010 aus Gebietsabtretungen der Eparchie Battery errichtet und der Erzeparchie Tiruvalla als Suffragandiözese unterstellt.
Die Eparchie Puthur erfasst nur die syro-malankarischen Katholiken der Distrikte Dakshina Kannada, Udupi, Mysuru, Chamarajanagar, Kodagu, Hassan, Chikkamagaluru, Shivamogga und Mandya im Bundesstaat Karnataka. Die dort ebenfalls wohnenden Katholiken des lateinischen Ritus und der syro-malabarischen Kirche gehören zu anderen Diözesen.

## Bischöfe von Puthur
- Geevarghese Divannasios Ottathengil, 2010–2017
- George Kalayil, seit 2017